# Feme
Feme (gr. Φήμη Phḗmē, Ὄσσα Óssa ‘pogłoska’, ‘plotka’, łac. Fama, Ossa) – w mitologii greckiej uosobienie pogłoski, posłanka Zeusa, córka Gai.
Jej kult ukształtował się w Atenach, gdzie stała poświęcona jej świątynia. Przedstawiana była jako skrzydlata bogini o wielu oczach i ustach.
Kult Feme został przyjęty w Rzymie pod postacią Famy. 
Jej figura wieńczy kopułę Akademii Sztuk Pięknych w Dreźnie.